# Pi Scheffer

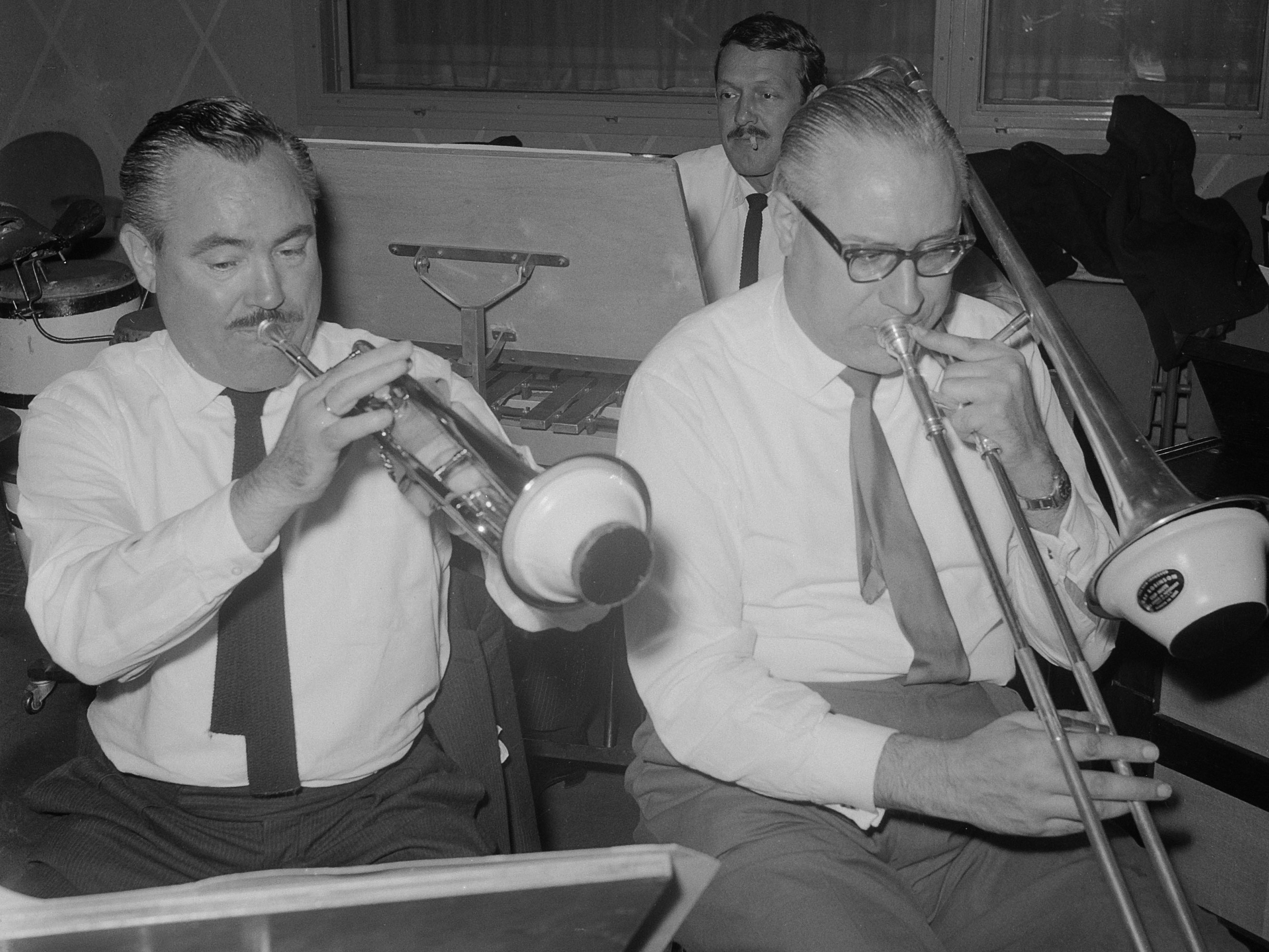
Pi Scheffer, rechts

Johannes „Pi“ Scheffer (* 21. Dezember 1909 in Amsterdam; † 14. Januar 1988 in Naarden) war ein niederländischer Komponist und Dirigent von Blasmusik.
Der Vorname des Komponisten Pi Scheffer wurde einem von Kollegen verpassten Kosenamen entnommen. Den ersten Musikunterricht bekam er von seinem Vater, der Chorleiter und Organist war und seinen Sohn praktische Unterweisungen an diesem größten Blasinstrument gab. Das weckte seine Neugier und er lernte Klarinette, um im Blasorchester Harmonie Laurens Janszoon Coster in Haarlem mitzuwirken, später Posaune, die er im Fanfare-Orchester Sursum in Bloemendaal sowie im Symfonie-Orkest Euterpe in Haarlem spielte. 
Obwohl er unter Pi Scheffer inner- und außerhalb der Niederlande bekannt wurde, war Johannes Scheffer nach seinem Englisch-, Deutsch- und Pädagogikstudium am Lehrerseminar in Haarlem zunächst für kurze Zeit Englisch-Lehrer. Der Entschluss Berufsmusiker zu werden, brachte ihn zum Rundfunk und in diverse Orchester (Skymasters, OK Wobblers, Zaaiers, Divertimento-orkest). Während dieser Zeit studierte er Harmonielehre, Kontrapunkt bei Ernest W. Mulder und Dirigieren bei Toon Verwey. 
Nach ein paar Jahren vollzog er eine neuerliche berufliche Kehrtwendung und promovierte an der Universität von Amsterdam zum Doktor der Sprachwissenschaften und Literatur. Seit 1964 gehörte er dem Lehrkörper der Universität von Amsterdam an.
Dennoch blieb er während dieser Zeit der Musik treu. Er sprang als Dirigent und Musiker in vielen (Blas-)Orchestern ein. Ein bekannter Musikverleger für Blasorchestermusik hat in etwa 1960 für Blasorchesterkompositionen gewinnen können. Sein Kompositionsstil beinhaltet Aspekte der modernen Unterhaltungsmusik ebenso wie Elemente der Big-Band-Musik.

## Werke

### Werke für Blasorchester
- 1960 Highroad Impressions
  1. Coach ride in july
  2. On an ambling pad
  3. Tam o’shanter’s canter
- 1962 Three Inventions
  1. Flippant - Inconsidéré - Lichtvaardig
  2. Whimsical - Capricieux - Grillig
  3. Sorta mixed - up - Méli-Mélo - Allegaartje
- 1963 Man in the Moon
- 1965 Man in the Street
- 1966 Man of many Parts
- 1966 Man about Town
- 1967 Playtime
- 1969 Gospel Rhapsody
- 1970 Going Dutch - Selectie Nederlandse Volksliederen in moderne stijl
- 1970 Gainsborough House
- 1970 Vaudeville Suite
  1. Ouverture and Beginners
  2. Gypsy Scene
  3. Burleske
  4. Nockabout Act and Finale
- 1972 Fiësta cu tres Banda
- 1973 Entertainment in three flats für Brass-Band
- 1974 Vanessa
- 1977 Zodiac für Brass-Band
- 1977 Flash Back
- 1979 Journey into Nowhere
- 1981 Theme by my Grandmother
- 1981 Point of no Return
- 1982 Toy Town Waltz
- 1982 Nobody’s Fool
- 1983 Going Double Dutch
- 1983 Vivat Amicitia
- 1984 Twoodledree
- 1984 Lord of the Seas
- 1985 Shake before Using
- 1987 A Fairycocktail
- 1987 Come Dancing
- 1988 Visions for Video
- 1988 Townscapes
- 1988 Bal Champêtre
- Come Dancing

| Personendaten    | Personendaten                              |
| ---------------- | ------------------------------------------ |
| NAME             | Scheffer, Pi                               |
| ALTERNATIVNAMEN  | Scheffer, Johannes Pi (vollständiger Name) |
| KURZBESCHREIBUNG | niederländischer Komponist und Dirigent    |
| GEBURTSDATUM     | 21. Dezember 1909                          |
| GEBURTSORT       | Amsterdam, Niederlande                     |
| STERBEDATUM      | 14. Januar 1988                            |
| STERBEORT        | Naarden, Niederlande                       |